# Adam Ludwig Lewenhaupt
Adam Ludwig Lewenhaupt (15 d'abril de 1659, Copenhaguen - 12 febrer de 1719) fou un general suec.

## Biografia
Educat a la Universitat de Lund, Rostock, Wittenberg i Uppsala, originalment seguí la carrera diplomàtica, però la trobà força indesitjable. Llavors es convertí en un soldat, servint en l'Exèrcit austríac contra els Turcs, i sota Guillem III a Holanda. Retornà a Suècia el 1697, quan la Gran Guerra del Nord esclatà, se'l col·locà al capdavant d'un nou regiment d'infanteria. Fou un dels pocs comandants reeixits contra els russos a la regió del Bàltic, mentre el rei Carles XII estigué en campanya a Polònia i Saxònia. El 1705, Lewenhaupt guanyà la batalla de Gemauerthof i fou nomenat Governador de Riga. El 1708, se li ordenà que marxés a l'est amb una columna de subministrament, per donar suport a la força d'invasió principal de Carles a Rússia. Això el conduí a la batalla de Lesnaia (1708), en la qual fou derrotat i forçat a abandonar els seus subministraments. El 1709, després d'haver connectat amb l'exèrcit del Rei, a Lewenhaupt se li donà el comandament de la infanteria en la batalla de Poltava, amb resultat desastrós, el 1709, i la Rendició de Perevolochna. Fou presoner a Rússia, i visqué a Moscou fins a la seva mort, el 1719. Les seves memòries, editades pel seu gendre, es publicaren a Estocolm el 1757.